# Димитър Кръстин
Димитър Кръстин е български просветен деец, учител и революционер от Македония.

## Биография
Роден е в 1883 година в неврокопското село Скребатно, тогава в Османската империя, в будно земеделско семейство. Завършва средно образование и работи като учител.
Става деец на Вътрешната македоно-одринска революционна организация и ползва псевдонима Арго. Взима дейно участие в Илинденско-Преображенското въстание с четата на Стоян Мълчанков. След въстанието с родственика си Никола Праматарски бяга в България и се установява в град Провадия. Местните селяни успяват да привлекат Кръстин за учител в добруджанско село.
При избухването на Балканската война в 1912 година е доброволец в Македоно-одринското опълчение и служи в Нестроевата рота на X прилепска дружина от 16 октомври 1912 година до 11 август 1913 година. Носител е на кръст „За храброст“.